# Daniels Pavļuts
Daniels Pavļuts (Jūrmala, Letònia, 14 de maig de 1976) és un polític letó que ocupà el càrrec de Ministre d'Economia de Letònia, des d'octubre de 2011 fins a gener de 2014.

## Educació
Pavļuts va obtenir el batxillerat en Arts a l'Acadèmia de Música de Letònia Jāzeps Vītols el 1999, un diploma de postgraduació en Promoció Cultural a la Universitat de la Ciutat de Londres el 2000, i un Master en Administració Pública a l'Escola de Govern John F. Kennedy de la Universitat Harvard el 2007. Parla letó, rus, anglès, francès, i alemany.

## Carrera
Abans d'esdevenir ministre, Pavļuts va fer de cap de serveis corporatius a Swedbank AS a Riga, director de marca per DDB de Letònia, membre del consell directiu de la Cambra de Comerç i Indústria de Letònia, i membre de la direcció de ZENO Consulting. Entre 2003 i 2006, Pavļuts va ocupar la Secretaria d'Estat del Ministeri de Cultura de Letònia. El 2001, va treballar de conseller del Director de Comunicació de l'Òpera Nacional de Letònia.